# Quinndy Akeju
Quinndy Akeju (Zaragoza, 2000) es una reconocida investigadora, enfermera, bailarina y activista antirracista y por los derechos de las mujeres española de origen nigeriano. Es co-fundadora y coordinadora de Afrocolectiva y miembro de la Comunidad Negra Africana y Afrodescendiente en Euskadi. Nació con la nacionalidad nigeriana de sus padres y, a pesar de siempre haber vivido en España, tuvo durante muchos años un Número de identidad de extranjero, hasta que finalmente recibió la nacionalidad española, renunciando a la nigeriana.

## Primeros años
Quinndy Akeju nació en el año 2000, en Zaragoza, de padres nigerianos. Desde muy temprana edad quiso dedicarse a la enfermería. Durante su infancia fue víctima de violencia racista debido a su color de piel y su origen.
Comenzó a interesarse por el activismo feminista a la edad de 14 años, después de leer El feminismo es para todo el mundo, y posteriormente se involucró también en el activismo antirracista.

## Carrera
En junio de 2022 escribió un texto para la revista digital Pikara Magazine en la cual denunciaba el tratamiento que daban los usuarios de redes sociales a los vídeos y noticias de agresiones racistas, y como la forma en la que son tratados estos temas puede llegar a resultar deshumanizante para las personas afectadas. Ese mismo año fue una de las fundadoras de Afrocolectiva, un medio de comunicación digital enfocado en el activismo antirracista, el afrofeminismo y el panafricanismo.
En junio de 2023 participó como interventora y moderadora en un debate sobre las políticas migratorias de la Unión Europea, en una mesa redonda en el ámbito de la I Marcha por la Justicia por Melilla.
En 2024 fue una de las participantes del programa especial 8M: Las mujeres facturan de Playz, conducido por Henar Álvarez que se emitió en conmemoración del Día de la Mujer.
Actualmente se desempeña también como bailarina y coreógrafa de afrodance.

## Filmografía

### Televisión
- Irreversibles (2023)[10]
- 8M: Las mujeres facturan (2024)